# Erzbistum Montréal
Das Erzbistum Montréal (lateinisch Archidioecesis Marianopolitana, französisch Archidiocèse de Montréal) ist eine in Kanada gelegene römisch-katholische Erzdiözese mit Sitz in Montreal.

## Geschichte
Das Erzbistum Montréal wurde am 13. Mai 1836 durch Papst Gregor XVI. mit der Apostolischen Konstitution Apostolici ministerii aus Gebietsabtretungen des Erzbistums Québec als Bistum Montréal errichtet und diesem als Suffraganbistum unterstellt. Das Bistum Montréal gab am 25. Juni 1847 Teile seines Territoriums zur Gründung des Bistums Bytown ab. Eine weitere Gebietsabtretung erfolgte am 8. Juni 1852 zur Gründung des Bistums Saint-Hyacinthe.
Am 8. Juni 1886 wurde das Bistum Montréal durch Papst Leo XIII. zum Erzbistum erhoben. Das Erzbistum Montréal gab am 5. April 1892 Teile seines Territoriums zur Gründung des Bistums Valleyfield ab. Weitere Gebietsabtretungen erfolgten am 27. Januar 1904 zur Gründung des Bistums Joliette und am 9. Juni 1933 zur Gründung des Bistums Saint-Jean-de-Québec. Am 23. Juni 1951 gab das Erzbistum Montréal Teile seines Territoriums zur Gründung des Bistums Saint-Jérôme ab.
Das Erzbistum Montréal ist ein traditionell mit der Kardinalwürde verbundener Bischofssitz. Der jetzige Erzbischof ist seit zehn Jahren im Amt, wurde aber bisher nicht zum Kardinal kreiert.

## Ordinarien

### Bischöfe von Montréal
- 1836–1840 Jean-Jacques Lartigue PSS
- 1840–1876 Ignace Bourget
- 1876–1886 Édouard-Charles Fabre

### Erzbischöfe von Montréal
- 1886–1896 Édouard-Charles Fabre
- 1897–1939 Paul Bruchési
- 1939–1940 Georges Gauthier
- 1940–1950 Joseph Charbonneau
- 1950–1968 Paul-Émile Kardinal Léger PSS
- 1968–1990 Paul Kardinal Grégoire
- 1990–2012 Jean-Claude Kardinal Turcotte
- 2012–0000 Christian Lépine